# Формула-1 — Гран-прі США-Захід
Гран-прі США-Захід — один з етапів чемпіонату Світу з автоперегонів у класі Формула-1, проходив у сезонах 1976-1983 років на міській трасі в Лонг-Біч, США. Цікаво, що серед восьми переможців Гран-прі США-Захід — вісім різних пілотів з восьми різних країн.

## Переможці Гран-прі США-Захід
Команди, що беруть участь у чемпіонаті Формули-1 в поточному сезоні.

### Конструктори
| # перемог | Конструктор | Роки перемог     |
| --------- | ----------- | ---------------- |
| 3         | Ferrari     | 1976, 1978, 1979 |
| 2         | McLaren     | 1982, 1983       |

### За роками
| Рік  | Пілот            | Конструктор   | Траса    | Результат |
| ---- | ---------------- | ------------- | -------- | --------- |
| 1983 | Джон Вотсон      | McLaren-Ford  | Лонг-Біч | Результат |
| 1982 | Нікі Лауда       | McLaren-Ford  | Лонг-Біч | Результат |
| 1981 | Алан Джонс       | Williams-Ford | Лонг-Біч | Результат |
| 1980 | Нельсон Піке     | Brabham-Ford  | Лонг-Біч | Результат |
| 1979 | Жиль Вільнев     | Ferrari       | Лонг-Біч | Результат |
| 1978 | Карлос Рейтеманн | Ferrari       | Лонг-Біч | Результат |
| 1977 | Маріо Андретті   | Lotus-Ford    | Лонг-Біч | Результат |
| 1976 | Клей Регаццоні   | Ferrari       | Лонг-Біч | Результат |